# ربیان
ربیان روستایی است در دهستان کاهشنگ از توابع بخش مرکزی شهرستان بیرجند، واقع در استان خراسان جنوبی که بر پایه سرشماری عمومی نفوس و مسکن در سال ۱۳۸۵ جمعیت آن ۴۰ نفر (در ۱۳ خانوار) و در سال ۱۳۹۵ جمعیت آن ۴۴ نفر (در ۱۷ خانوار)بوده‌ است.